# Caiophora rosulata
Caiophora rosulata là một loài thực vật có hoa trong họ Loasaceae. Loài này được (Wedd.) Urb. & Gilg mô tả khoa học đầu tiên năm 1894.

## Hình ảnh

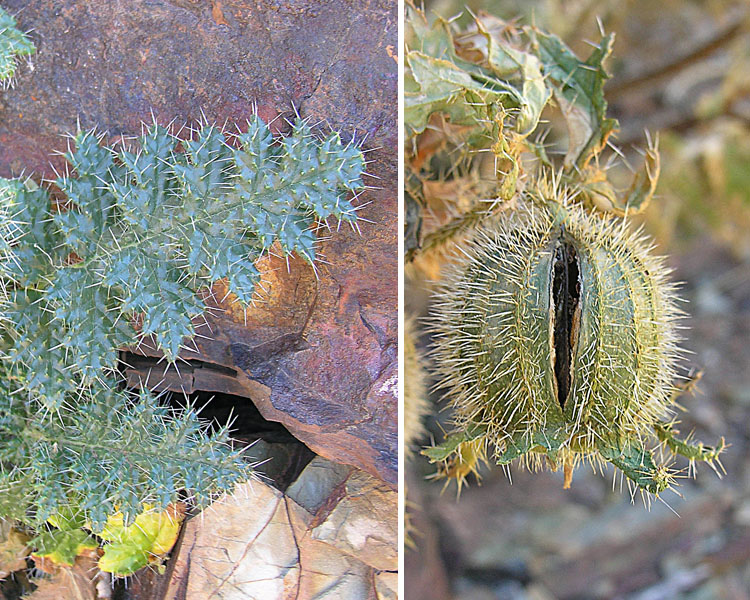
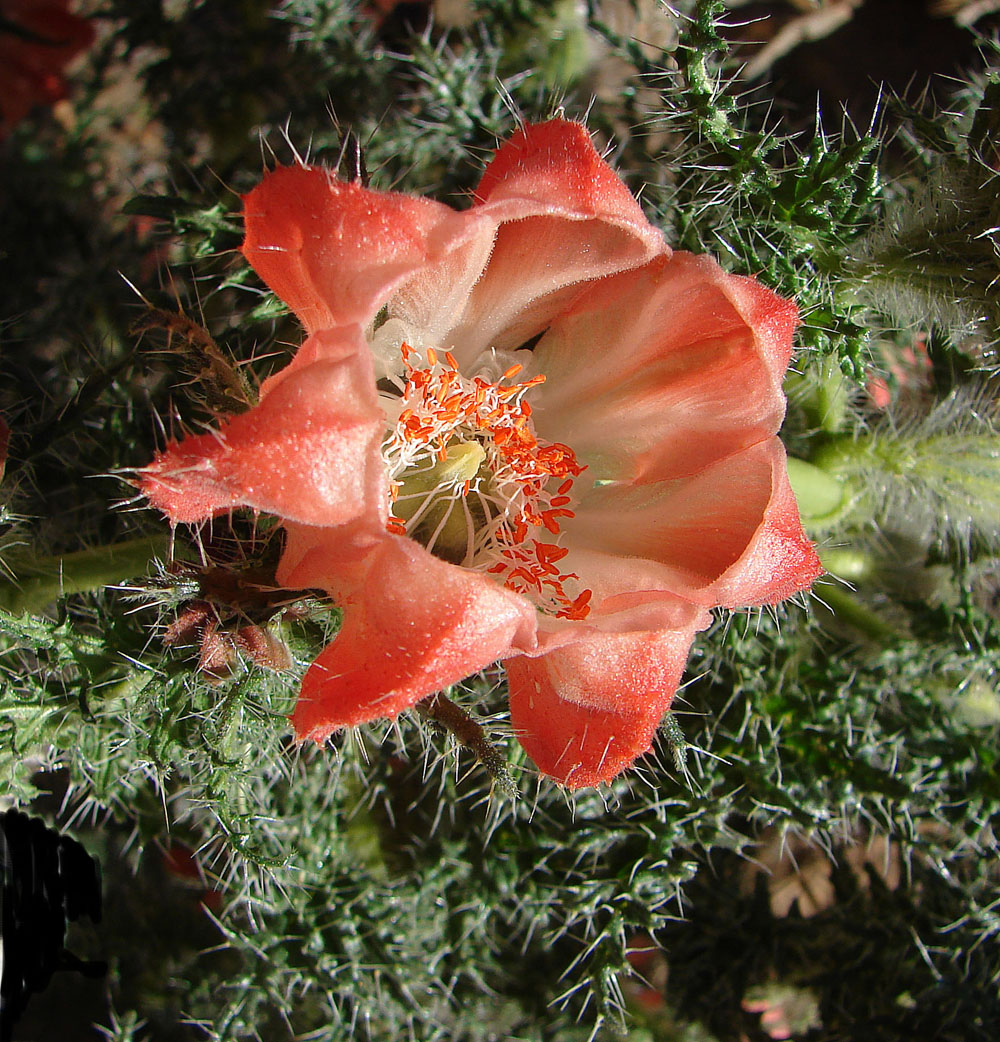
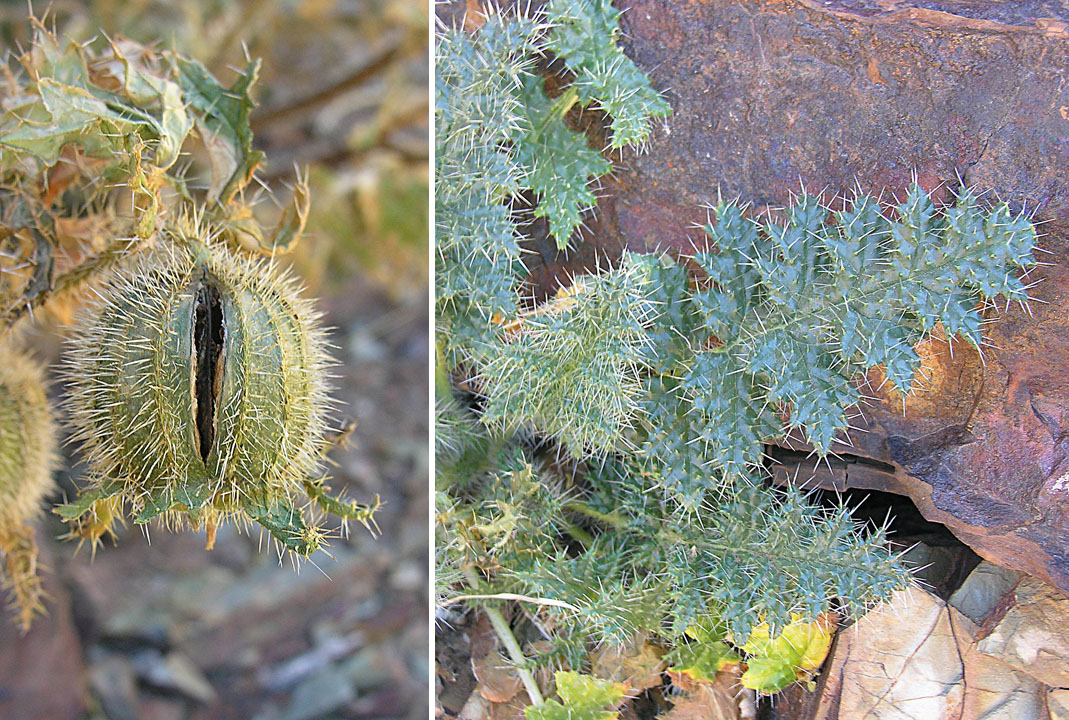